# Tammy Faye szemei
A Tammy Faye szemei (eredeti cím: The Eyes of Tammy Faye) 2021-ben bemutatott amerikai életrajzi filmdráma, amelyet Michael Showalter rendezett, Fenton Bailey és Randy Barbato ugyanilyen című 2000-es dokumentumfilmje alapján. A főszerepben Jessica Chastain és Andrew Garfield látható.
A forgatókönyvet Abe Sylvia írta, Chastain pedig a film egyik producere.
A Tammy Faye szemei világpremierje a Torontói Nemzetközi Filmfesztiválon volt 2021 szeptemberében, és 2021. szeptember 17-én mutatta be a Searchlight Pictures. A film 2,7 millió dolláros bevételt hozott a mozikban, és általánosságban vegyes véleményeket kapott a kritikusoktól, akik dicsérték a színészi alakításokat, de kritizálták a forgatókönyvet, és a filmet gyengébbnek ítélték a dokumentumfilmnél. Ettől függetlenül a filmben nyújtott alakításáért Chastain elnyerte a SAG-díjat, a legjobb színésznőnek járó Critics Choice-díjat, valamint Oscar-díjat. A szerepért Golden Globe-díjra is jelölték. A filmet a legjobb smink és frizura kategóriában Oscar-díjra jelölték, és ugyanebben a kategóriában megnyerte a BAFTA-díjjal együtt.

## Rövid történet
A film Tammy Faye Bakker televíziós prédikátor felemelkedését és bukását mutatja be.

## Szereplők
- Jessica Chastain – Tammy Faye Bakker
  - Chandler Head – fiatal Tammy Faye
- Andrew Garfield – Jim Bakker
- Cherry Jones – Rachel Grover, Tammy édesanyja
- Vincent D’Onofrio – Jerry Falwell
- Mark Wystrach – Gary S. Paxton
- Sam Jaeger – Roe Messner
- Louis Cancelmi – Richard Fletcher
- Gabriel Olds – Pat Robertson
- Fredric Lehne – Fred Grover, Tammy mostohaapja.
- Jay Huguley – Jimmy Swaggart
- Randy Havens – Steve Pieters
- Coley Campany – DeDe Robertson, Pat felesége.
- Jess Weixler – sminkes (hangja)

## Megjelenés
A film világpremierje a 2021-es Torontói Nemzetközi Filmfesztiválon volt 2021. szeptember 12-én, és számos más filmfesztivál hivatalos válogatásában is szerepelt, többek között a San Sebastián-i Nemzetközi Filmfesztiválon, a Tokiói Nemzetközi Filmfesztiválon, a Sedona Filmfesztiválon és a Sydney Filmfesztiválon. A filmet 2021. szeptember 24-én mutatták be. Premierje 2021. szeptember 14-én volt New Yorkban, az SVA Színházban.
A film 2021. november 16-án jelent meg Blu-ray lemezen. A film 2022 februárjában az HBO Maxon is elérhetővé vált.

## Zene
A filmzene 2021. szeptember 17-én jelent meg a Hollywood Records kiadásában. A Theodore Shapiro által írt zene külön albumon is megjelent. Chastain Dave Cobb zenei producerrel dolgozott együtt a filmzene rögzítésében.

### Számlista
| 1.    | Don't Give Up (On the Brink of a Miracle)                    | Tammy Sue Bakker-Chapman           | 3:58 |
| 2.    | Battle Hymn of the Republic                                  | Jessica Chastain                   | 3:43 |
| 3.    | Jesus Keeps Takin' Me Higher & Higher                        | Jessica Chastain                   | 3:25 |
| 4.    | The Sun Will Shine Again                                     | Jessica Chastain                   | 5:20 |
| 5.    | Somebody Touched Me                                          | Jessica Chastain ft. Mark Wystrach | 4:31 |
| 6.    | We are Blest                                                 | Jessica Chastain                   | 6:21 |
| 7.    | Don't Give Up (On the Brink of a Miracle)                    | Jessica Chastain                   | 4:00 |
| 8.    | The Eyes of Tammy Faye Score Suite                           | Theodore Shapiro                   | 7:42 |
| 9.    | Puppet Medley (Give a Hug, Jesus Loves Me, Up with a Giggle) | Jessica Chastain                   | 1:46 |
| 40:47 |                                                              |                                    |      |

### Bevétel
A film 450 moziban debütált, és a nyitóhétvégén 675 000 dolláros bevételt hozott (átlagosan 1500 dolláros bevételt). A Deadline Hollywood azt írta, hogy Los Angelesen, New Yorkon és Austinon kívül a bruttó bevételek „nem voltak jók”, és megjegyezték, hogy a COVID-19 világjárvány miatt „az idősebb filmes tömeg [nem] tért vissza” a mozikba.